# Нижегородская митрополия
Нижегородская митрополия — митрополия Русской православной церкви, образованная в пределах Нижегородской области. Объединяет Нижегородскую, Выксунскую, Городецкую и Лысковскую епархии.
Главой митрополии назначен правящий архиерей Нижегородской епархии.

## История
В соответствии с Положением об областных преосвященных от 12 марта 1934 года во исполнение постановления Поместного Собора 1917—1918 годов о митрополичьих округах Временный Патриарший Священный Синод образовал церковные области в составе нескольких епархий, в том числе в границах Горьковского края была образована митрополия с центром в Горьком. Дата упразднения точно неизвестна. Скорее всего это произошло в 1943 году при проведении переустройства епископских кафедр.
15 марта 2012 года постановлением Священного Синода из Нижегородской епархии выделялись Выксунская, Городецкая и Лысковская епархии. При этом они объединялись в новоучреждённую Нижегородскую митрополию
При создании митрополии её главой был назначен архиепископ Нижегородский и Арзамасский Георгий. 18 марта в Храме Христа Спасителя архиепископ Георгий был возведен в сан митрополита.
Удалённость новых епархиальных центров от кафедрального города Нижегородской епархии: Выкса — 190 км, Городец — 70 км, Лысково — 90 км.
В апреле 2012 года были назначены епископы в Городецкую и Выксунскую епархии.
1 июня 2012 года сайт Нижегородской епархии был преобразован в сайт митрополии. 30 ноября 2015 года появилась современная версия сайта.
|                       | Приходы | Монастыри | Духовенство |
| --------------------- | ------- | --------- | ----------- |
| Нижегородская епархия | 378     | 9         | 332         |
| Лысковская епархия    | 174     | 1         | 98          |
| Выксунская епархия    | 152     | 4         | 121         |
| Городецкая епархия    | 107     | 3         | 122         |
| Всего по митрополии   | 811     | 18        | 673         |

В ноябре 2013 года был назначен епископ в Лысковскую епархию. В декабре — Балахнинский викарий в Нижегородской епархии. В июле 2019 года был назначен второй викарий Нижегородской епархии — епископ Дальнеконстантиновский Филарет (Гусев). В мае 2022 был назначен третий викарий - епископ Сормовский Иннокентий (Васецкий).

## Епархии

### Выксунская епархия
Территория: Ардатовский, Вачский, Вознесенский, Володарский, Выксунский, Кулебакский, Навашинский, Павловский, Сосновский, Чкаловский районы.
Правящий архиерей — епископ Гедеон (Губка) (с 24 октября 2024).

### Городецкая епархия
Территория: Варнавинский, Ветлужский, Воскресенский, Городецкий, Ковернинский, Краснобаковский, Семёновский, Сокольский, Тонкинский, Тоншаевский, Уренский, Шарангский, Шахунский районы.
Правящий архиерей — епископ Парамон (Голубка) (с 24 августа 2023 года).

### Лысковская епархия
Территория: Большеболдинский, Большемурашкинский, Бутурлинский, Вадский, Воротынский, Гагинский, Княгининский, Краснооктябрьский, Лукояновский, Лысковский, Первомайский, Перевозский, Пильнинский, Починковский, Сергачский, Сеченовский, Спасский, Шатковский районы.
Правящий архиерей — митрополит Георгий (Данилов) (временно управляющий с 30 мая 2024 года).

### Нижегородская епархия
Территория: городские округа Арзамас, Бор, Дзержинск, Нижний Новгород, Саров и Арзамасский, Балахнинский, Богородский, Дальнеконстантиновский, Дивеевский, Кстовский районы.
Правящий архиерей — митрополит Георгий (Данилов) (со 2 февраля 2003 года), викарии:
- викарный архиерей Илия (Быков), епископ Балахнинский
- викарный архиерей Филарет (Гусев), епископ Дальнеконстантиновский
- викарный архиерей Иннокентий (Васецкий), епископ Сормовский